# Ibolyásvörös pókhálósgomba
Az ibolyásvörös pókhálósgomba (Cortinarius rufoolivaceus) a pókhálósgombafélék családjába tartozó, Európa lomberdeiben honos, nem ehető gombafaj.

## Megjelenése
Az ibolyásvörös pókhálósgomba kalapja 5-7(10) cm széles, fiatalon félgömb alakú, majd domborúan, idősen laposan kiterül, közepe kissé benyomott is lehet. Széle sokáig begöngyölt marad. Felszíne nedvesen erősen nyálkás. Színe kezdetben szürkés, szürkéslilás, majd a közepétől kezdve fokozatosan borvörössé, vörösbarnává, sötétrózsaszínné vagy olívbarnává változik; sápadt, szabálytalan foltok lehetnek rajta. A kalapbőr kálium-hidroxiddal előbb olív, majd vörös, végül fekete színreakciót ad.
Húsa vastag, színe fehéres vagy halványlilás. Szaga gyenge, kissé kellemetlen, íze kesernyés.
Sűrű lemezei tönkhöz nőttek vagy foggal lefutók. Színük fiatalon zöldessárga, sárgásolív, idősen fahéjbarna. A fiatal lemezeket pókhálószerű, sárgászöldes kortina védi.
Tönkje 5-8 cm magas és 1-2 cm vastag. Alakja vaskos, hengeres, töve peremes gumósan megvastagodott. Színe halványlilás, a gumó pereme szürkéslilás. A kortina barnás szálai a tönkre tapadhatnak. 
Spórapora rozsdabarna. Spórája mandula alakú, felszíne durván rücskös, mérete 10-13 x 6,5-7,5 µm. 

### Hasonló fajok
Az ánizsszagú pókhálósgomba vagy a  ibolyáskék pókhálósgomba hasonlíthat hozzá.

## Elterjedése és termőhelye
Európában honos. Magyarországon ritka.
Lombos erdőkben él, inkább meszes talajon, bükk, tölgy, gyertyán, mogyoró alatt. Júliustól októberig terem.

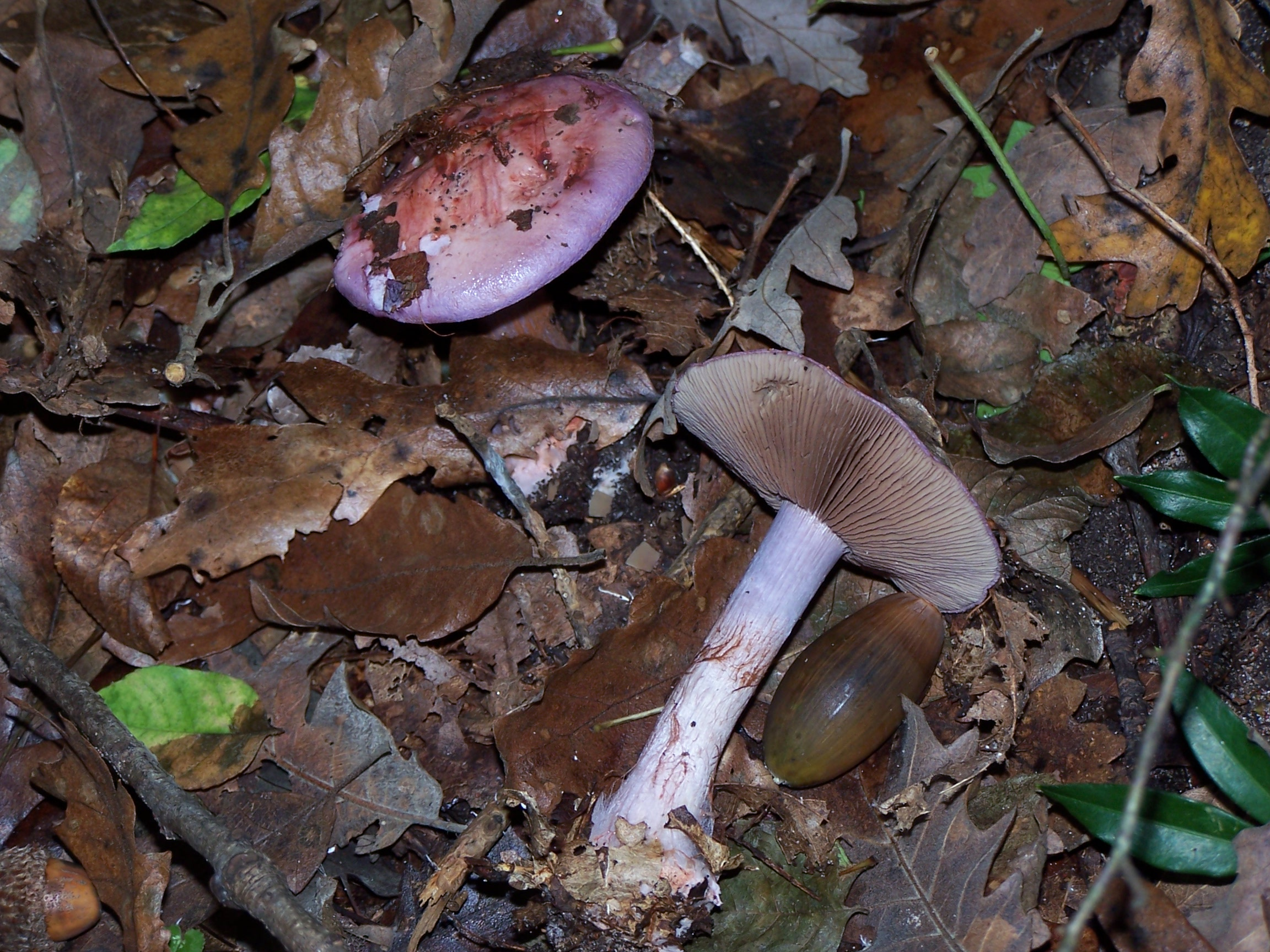
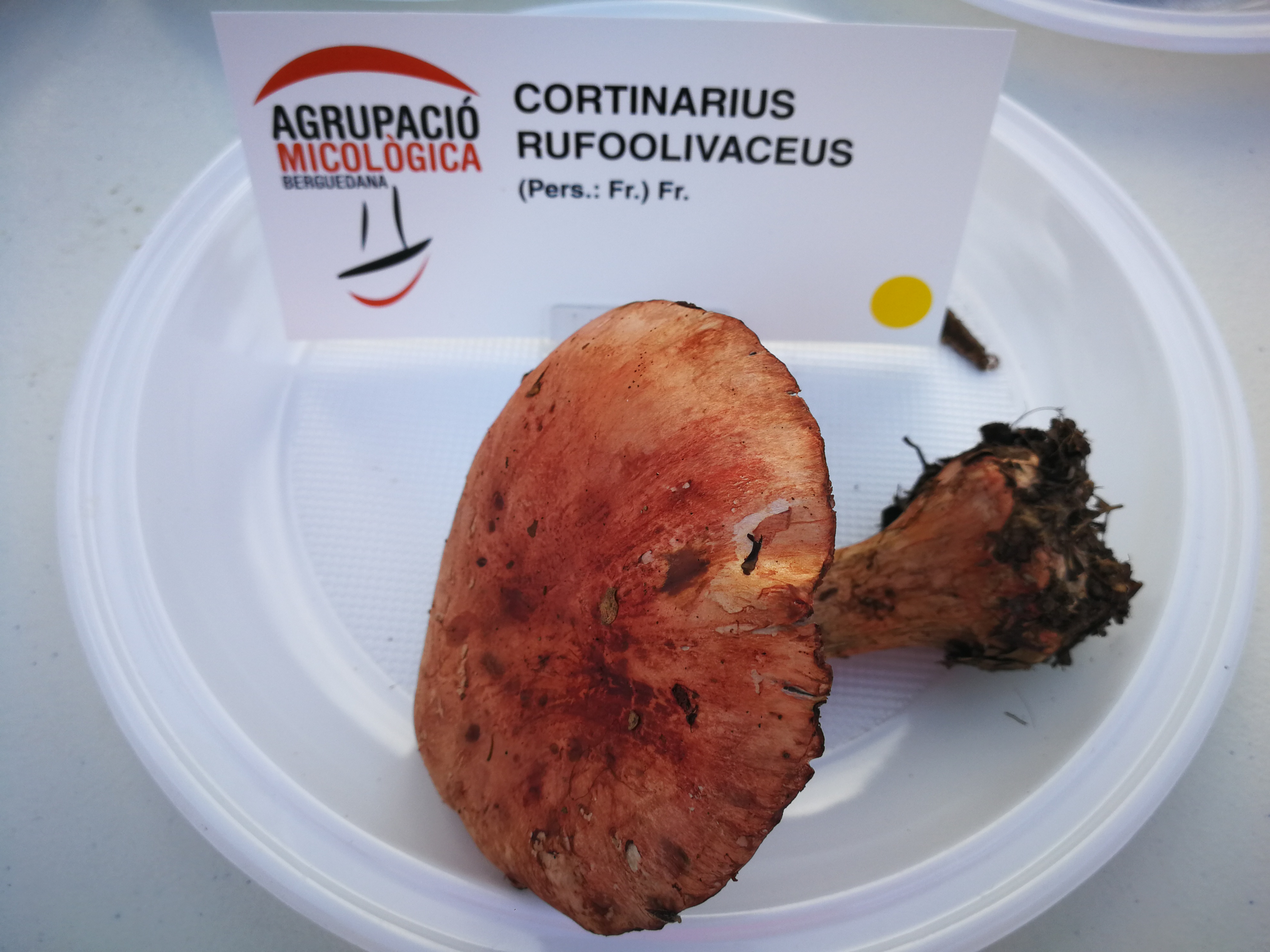

Nem ehető.